# Dano Heriban
Dano Heriban (ur. 25 marca 1980 w Trnawie, zm. 24 maja 2023 w Świętym Jurze) – słowacki aktor i muzyk.

## Filmografia
- 2002 – Kvet šťastia
- 2008 – Smrteľný žart
- 2008–2012 – Mesto tieňov
- 2011 – Mizantrop
- 2013 – Sedem dní do pohrebu
- 2014 – Koncert
- od 2015 – Górka Dolna
- 2015 – Polnočná omša
- 2017 – Únos

## Dyskografia
- 2007 – Leporelo
- 2012 – Na jeden dych

## Nagrody
- Dosky – dwukrotnie za sztukę sceniczną w 2012 i 2013 oraz w 2013 w dziedzinie muzyki scenicznej,
- OTO – za postać Juraja Brmbalika z serialu Górka Dolna w 2015 roku